# Fedorianka
Fedorianka (en ruso: Федорянка) es un jútor del raión de Kushchóvskaya del krai de Krasnodar, en Rusia. Está situado en la orilla derecha del río Kugo-Yeya, afluente del Yeya, 23 km al noroeste de Kushchóvskaya y 181 km al norte de Krasnodar, la capital del krai. Tenía 7 habitantes en 2010
Pertenece al municipio Novomijáilovskoye. 